# Villa Alegre
Villa Alegre is een gemeente in de Chileense provincie Linares in de regio Maule. Villa Alegre telde 16.221 inwoners in 2017 en heeft een oppervlakte van 190 km².

## Geboren
- Ismael Fuentes (1981), Chileens voetballer

- Library of Congress Control Number: n87875058
- Nationale Bibliotheek van Israël: 987007560288705171
- Virtual International Authority File: 126764975